# Paphora modesta
Paphora modesta là một loài bọ cánh cứng trong họ Cerambycidae.